# A Lamusi
A Lamusi –en xinès, 阿拉木斯– (2 de juny de 1989) és un esportista xinès que va competir en judo, guanyador d'una medalla de bronze als Jocs Asiàtics de 2010, i una medalla de bronze al Campionat Asiàtic de Judo de 2012.

## Palmarès internacional
| Jocs Asiàtics     | Jocs Asiàtics             | Jocs Asiàtics | Jocs Asiàtics |
| Any               | Lloc                      | Medalla       | Categoria     |
| ----------------- | ------------------------- | ------------- | ------------- |
| 2010              | Canton ( R.P. de la Xina) | 3             | –60 kg        |
| Campionat Asiàtic |                           |               |               |
| Any               | Lloc                      | Medalla       | Categoria     |
| 2012              | Taskent ( Uzbekistan)     | 3             | –60 kg        |